# Черевко, Алексей Константинович
Алексей Константинович Черевко (7 февраля 1923, Лукашёвка, Дальневосточная область, РСФСР, СССР — 30 января 2011, Симферополь, АР Крым, Украина) — советский военачальник, генерал-лейтенант танковых войск (1979). Начальник Самаркандского высшего танкового командного училища.

## Начальная биография
Алексей Константинович Черевко родился в 1923 году в селе Лукашёвка (ныне Хорольского района) Приморского края. В 1937 году семья Алексея Черевко переехала под Находку, на строящуюся железнодорожную станцию «Боец Кузнецов» Алексей окончил семь классов в селе Екатериновка, в 1941 году окончил восьмой год обучения в Буденовке (ныне село Владимиро-Александровское).
После школы некоторое время работал на железнодорожной станции.

## В годы Великой Отечественной войны
В октябре 1941 года Алексей был мобилизован на службу в ряды РККА. Изначально направлен в 253 отдельная курсантская стрелковая бригада (станция Шкотово), где получил назначение на должность командира отделения.
Участвовал в боях с февраля 1942 года под Воронежем, сначала заместителем командира взвода автоматчиков, затем командиром взвода. В июне 1942 года получил ранение. После госпиталя был получил назначение в 202-й отдельный танковый полк прорыва, где стал наводчиком орудия танка «КВ». Участник Курской битвы.
В конце 1943 года направлен во 2-е Саратовское бронетанковое училище для подготовки танкистов. В марте 1945 года Алексей Константинович был назначен на должность командира первого танкового батальона 135 Ельнинского Краснознаменного танкового полка 28-й механизированной дивизии. Окончание войны встретил в Польше, после участия в Висло-Одерской операции.

## В послевоенные годы
В 1949 году окончил высшую офицерскую школу самоходной артиллерии. После окончания в 1959 году Академии бронетанковых войск служил на должностях командира танкового батальона, начальника штаба танкового полка, командира танкового полка. В 1969 году стал начальником Самаркандского высшего военного автомобильного командного училища, впоследствии заместителем командующего Туркестанского военного округа.
Дважды направлялся в командировки в качестве военного советника в Йемен (1968—1969 годах) и Мозамбик (1976—1980 годах).
В 1981 году вышел в отставку. Проживал в Симферополе. Занимался литературной деятельностью, подготовил к печати две книги: «Военный гений России» и «Военный советник».
В 2000 году был руководителем группы ветеранов Крыма — участников парада 9 Мая в Москве.
Умер в 2011 году в Симферополе, похоронен на городском кладбище Абдал.

## Награды
Ордена СССР
- Орден Отечественной войны 1-й степени (06.04.1985)
- Три Ордена Красной Звезды (30.12.1956; 23.09.1968; 21.02.1974,).
- Орден «За службу Родине в Вооружённых Силах СССР» 3-й степени ().

Медали СССР
- две Медали За отвагу (18.08.1943; 23.08.1943;)
- Медаль «За боевые заслуги» (13.06.1952).
- Медаль «В ознаменование 100-летия со дня рождения Владимира Ильича Ленина»
- Юбилейная медаль «Двадцать лет Победы в Великой Отечественной войне 1941—1945 гг.».
- Юбилейная медаль «Тридцать лет Победы в Великой Отечественной войне 1941—1945 гг.».
- Юбилейная медаль «Сорок лет Победы в Великой Отечественной войне 1941—1945 гг.»
- Юбилейная медаль «50 лет Победы в Великой Отечественной войне 1941—1945 гг.»
- Юбилейная медаль «30 лет Советской Армии и Флота».
- Юбилейная медаль «40 лет Вооружённых Сил СССР».
- Юбилейная медаль «50 лет Вооружённых Сил СССР».
- Юбилейная медаль «60 лет Вооружённых Сил СССР».
- Юбилейная медаль «70 лет Вооружённых Сил СССР».

Иностранные награды
- Орден «Мариба» (Йемен).
- Орден «Дружбы и мира» (Мозамбик)

## Воинские звания
- Генерал — майор танковых войск (6.05.1972 г.)
- Генерал — лейтенант танковых войск (16.02.1979 г.)
- Генерал — лейтенант (26.04.1984 г.)

## Монографии
- Черевко, Алексей Константинович. Военный гений России. — Крым: Крымиздат, 2006. — 244 с.
- Черевко, Алексей Константинович. Военный советник.